# Manuel Dias

Manuel Dias, também referido como Yang Ma-No (陽瑪諾 ou 演西) ou Emanuel Diaz (Castelo Branco, 1574 — China, 4 de março de 1659), foi um missionário jesuíta português que se destacou na China, nomeadamente na astronomia. O pe. Manuel Dias era conhecido com a especificação júnior (Pe. Manuel Dias Jr.) para se distinguir de outro jesuíta contemporâneo, mais velho e com o mesmo nome.

## Vida vocacional
Aos 19 anos, Manuel Dias entrou para o Noviciado da Companhia de Jesus, em Coimbra, em 2 de Fevereiro de 1593. Entre 1596 e 1600 estudou filosofia.

## Missão
O Pe. Padre Manuel Dias foi para a Índia em 1601, onde completou os estudos e permaneceu durante três anos. Depois foi para Macau, para ensinar filosofia e teologia e ali esteve seis anos. Em 1611 rumou à China acompanhado pelo Padre Gaspard Ferreira. Iniciou a sua missão na China em Shaozhou mas, devido às condições adversas para com os missionários (a sua residência foi vandalizada), foram obrigados a sair. Viajaram através do rio Beijiang até Nanxiong, onde estabeleceram uma nova missão em 1612. O Pe. Manuel Dias chegou a Pequim em 1613.
Em 1623 tornou-se vice-presidente da Missão Chinesa. Em 1626, retornou a Nanjing para pregar. Foi banido para Songjiang em 1627, por continuar sua missão. Em 1638, foi para Fuzhou, Fujian, para pregar com o Padre J. Aleni. Em 1º de março de 1659, morreu em Hangzhou(Hancheu) onde posteriormente foi enterrado numa praça, nos arredores de Hangzhou. 

## Magnum Opus

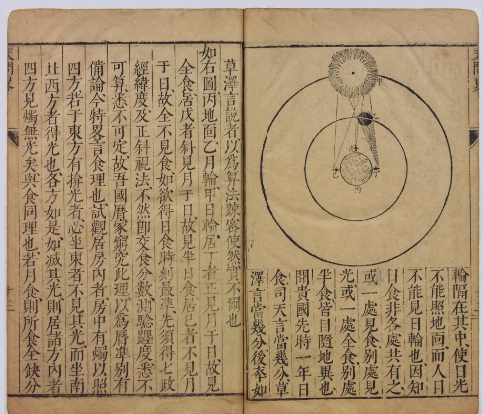

O Pe. Manuel Dias é considerado um dos mais renomados jesuítas portugueses da missão  Chinesa. Produziu importantes obras, entre as quais se estaca um manual de astronomia.
Chegou a Pequim apenas três anos após Galileu Galilei ter divulgado as suas primeiras observações telescópicas e aí divulgou princípios do novel instrumento óptico. Em 1614 foi autor da obra TianWen Lüe (sumário de astonomia, em  chinês 天問略., mais conhecido pelo se nome latino: Explicatio Sphaerae Coelestis), na qual apresentou os mais avançados conhecimentos astronómicos europeus da época; A informação foi esquematizada na forma de respostas às questões colocadas por um chines a um europeu.
Importa salientar que, não sendo um grande especialista em matemática e astronomia como o eram outros jesuítas, estava ao corrente com alguns dos temas mais avançados nessas disciplinas, conhecimento que seguramente adquirira nas escolas da ordem. Os conhecimentos que revelou na obra (TienWen Lueh foi o primeiro texto escrito em chinês que fala em latitudes) mostram que estava familiarizado com a astronomia da época. A rapidez com que as descobertas de Galileu viajaram até ele revela a eficácia da 'rede' de divulgação cientifica de que dispunha a Ordem. Em Lisboa, o Colégio de Santo Antão era um dos seus expoentes.
A obra seria re-editada na China até ao século XIX.